# Saint-Maudez
Saint-Maudez (en bretó Sant-Maodez) és un municipi francès, situat a la regió de Bretanya, al departament de Costes del Nord. L'any 1999 tenia 226 habitants.

## Demografia
| 1962                                       | 1968 | 1975 | 1982 | 1990 | 1999 |
| ------------------------------------------ | ---- | ---- | ---- | ---- | ---- |
| 184                                        | 236  | 229  | 207  | 222  | 226  |
| Des de 1962: població sense dobles comptes |      |      |      |      |      |

## Administració
| Període   | Identitat        | Partit |
| --------- | ---------------- | ------ |
| 2001-2008 | Maryvonne Juhel  |        |
| 2008-     | Frédéric Chapron |        |